# Tom est tout seul
Pour plus de détails, voir Fiche technique et Distribution.
Tom est tout seul est un film français réalisé par Fabien Onteniente, sorti en 1995.

## Synopsis
Tom est désormais tout seul et désarmé depuis que sa fiancée, Laurette, l'a quitté en concluant leur histoire d'amour par : "Tu ne me fais plus rêver". Sa machine à laver en panne, il se rend à la laverie et découvre un monde hétéroclite où un certain Jean-Pierre "règne en maître". Celui-ci va prodiguer quelques conseils bien utiles à Tom.

## Fiche technique
- Titre français : Tom est tout seul
- Réalisation : Fabien Onteniente
- Scénario : Fabien Onteniente et Jean-Luc Gaget
- Photographie : Bertrand Chatry
- Montage : Urszula Lesiak
- Musique : Bernard Grimaldi
- Pays de production :  France
- Genre : comédie
- Date de sortie : 25 janvier 1995

## Distribution
- Florent Pagny : Tom
- Jean Rochefort : Jean-Pierre
- Martin Lamotte : Yves Briens
- Hélène Vincent : La mère de Tom
- Géraldine Pailhas : Hélène
- Sandrine Kiberlain : Laurette
- Clotilde Courau : Marion
- Bruno Solo : Bruno
- Souad Amidou : L'infirmière
- Nanou Garcia : Catherine
- Carole Fredericks : La chanteuse noire
- Olivier Doran : Olivier
- Éric Berger : Serge
- Smaïn : Le musicien des rues
- Noëlla Dussart : La secrétaire du salon de massage
- André Julien : L'homme au chien
- Olivier Loustau : Karim
- Annie Mercier
- Jean-Pierre Moulin : Le voisin de Tom
- Mathieu Amalric : Un copain de Tom (non crédité)